# پنجه دزدیده
پنجهٔ دزدیده یا اندرگاه یا خَمسهٔ مُستَرَقه، پنج روز بهیزگی (به پارسی میانه: پنجوه بهیزک یا پنجوه پهیچک؛ به عربی:الخمسةالمسترقة) (به انگلیسی: Epahomene) در سالشماری کهن مصر و سپس ایران وجود داشته‌است.

## درگاهشماری مصری
مصری‌ها از تقویمی خورشیدی-نجومی استفاده می‌کردند که در آن یکسال شامل ۱۲ ماه ۳۰ روزه بود. آن‌ها متوجه شده بودند که به‌تدریج تغییر فصل در روزهای غیرمشابه سال انجام می‌شد و گویی زمان تغییر فصل در تقویم در حال حرکت می‌باشد. در حدود ۴۰۰۰ سال پیش از میلاد تصمیم گرفتند که در پایان هر سال ۵ روز به سال اضافه کنند تا مشکل تغییر فصل را حل کنند. این ۵ روز برای آن‌ها جز روزهای جشن و تعطیلات محسوب می‌شد و در این روزها کار نمی‌کردند. در حقیقت از ابتدای تاریخ مصر یعنی سلسلهٔ اول فراعنه سال شمسی و ۳۶۵ روزه بوده‌است که ۳۶۰ روز ایام ثابت سال و پنج روز خمسه مسترقه (Epahomene) داشتند که مؤلفین اسلامی آن را ابوغمنا می‌نامیدند. روزهای خمسه مسترقه ایامی نحس محسوب می‌شد و هر روز نامی داشت منسوب به یکی از خدایان و این پنج روز عید ارواح و مردگان به‌شمار می‌آمد که شباهت تامی با همان پنجه دزدیده در گاه‌شماری اوستایی نو دارد.

## درگاهشماری ایرانی
پنجهٔ دزدیده (اندرگاه یا پنج روز گاهانی یا روزهای گات‌ها یا بهیزک یا خمسهٔ مسترقه (در پهلوی وهیجک) (به پارسی میانه: پنجوه بهیزک یا پنجوه پهیچک) به پنج روز آخر سال در گاه‌شماری اوستایی نو گفته می‌شود. در این گاه‌شماری سال از ۱۲ ماه ۳۰ روزه (جمعا ۳۶۰ روز) تشکیل شده‌است. این پنج روز را به آخر ماه دوازدهم (اسفند) می‌افزایند. هر یک از این پنج روز به نام یکی از سرودهای گاهانی نامیده شده‌است. در تقویم کنونی زرتشتی اگر سال کبیسه باشد این پنج روز به شش روز افزایش می‌یابد. در این صورت آن سال را اندرگاهی=(کبیسه) می‌نامند. ایرانیان در این روزها به جشن و آتش‌افروزی می‌پرداختند زیرا پس از آن سال نو آغاز می‌گشت. در دوران امپراتوری ساسانی، پنج روز اندرگاه به «نوروز کوچک» معروف بود و جزء روزهای جشن، تعطیلات و مراسم مذهبی محسوب می‌شد.